# Окружная (транспортно-пересадочный узел)

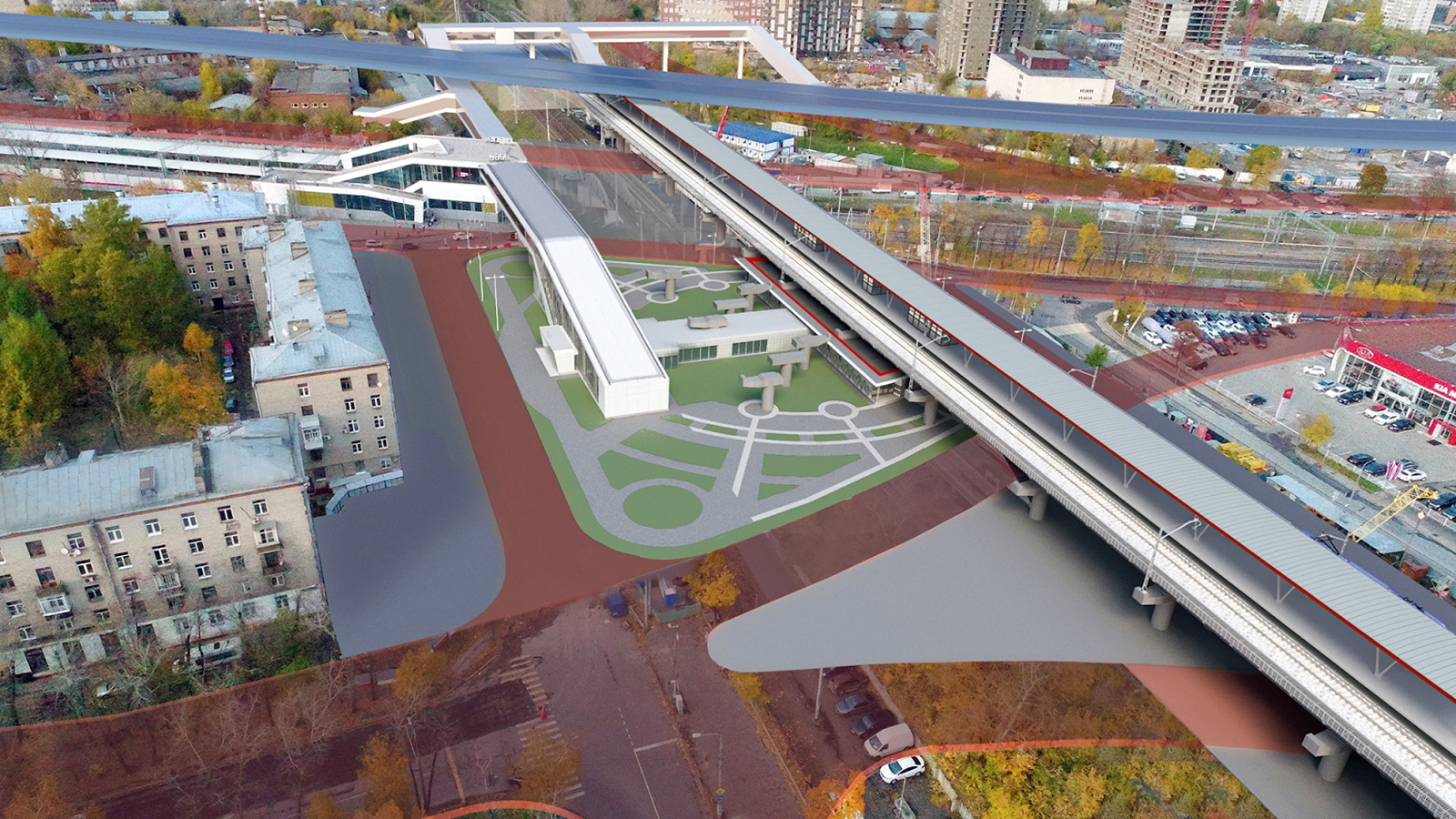
Проект ТПУ

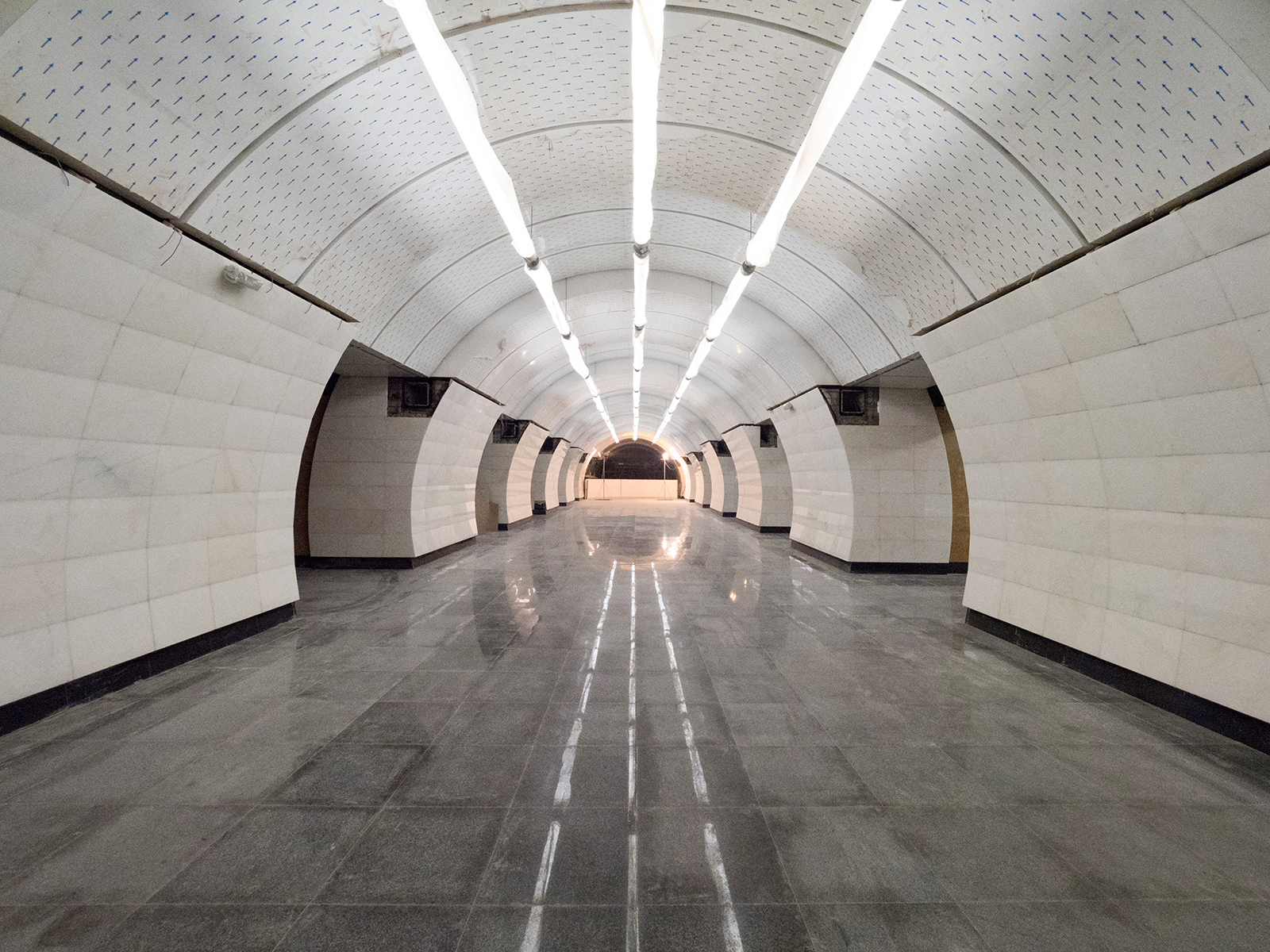
Станция метро «Окружная»

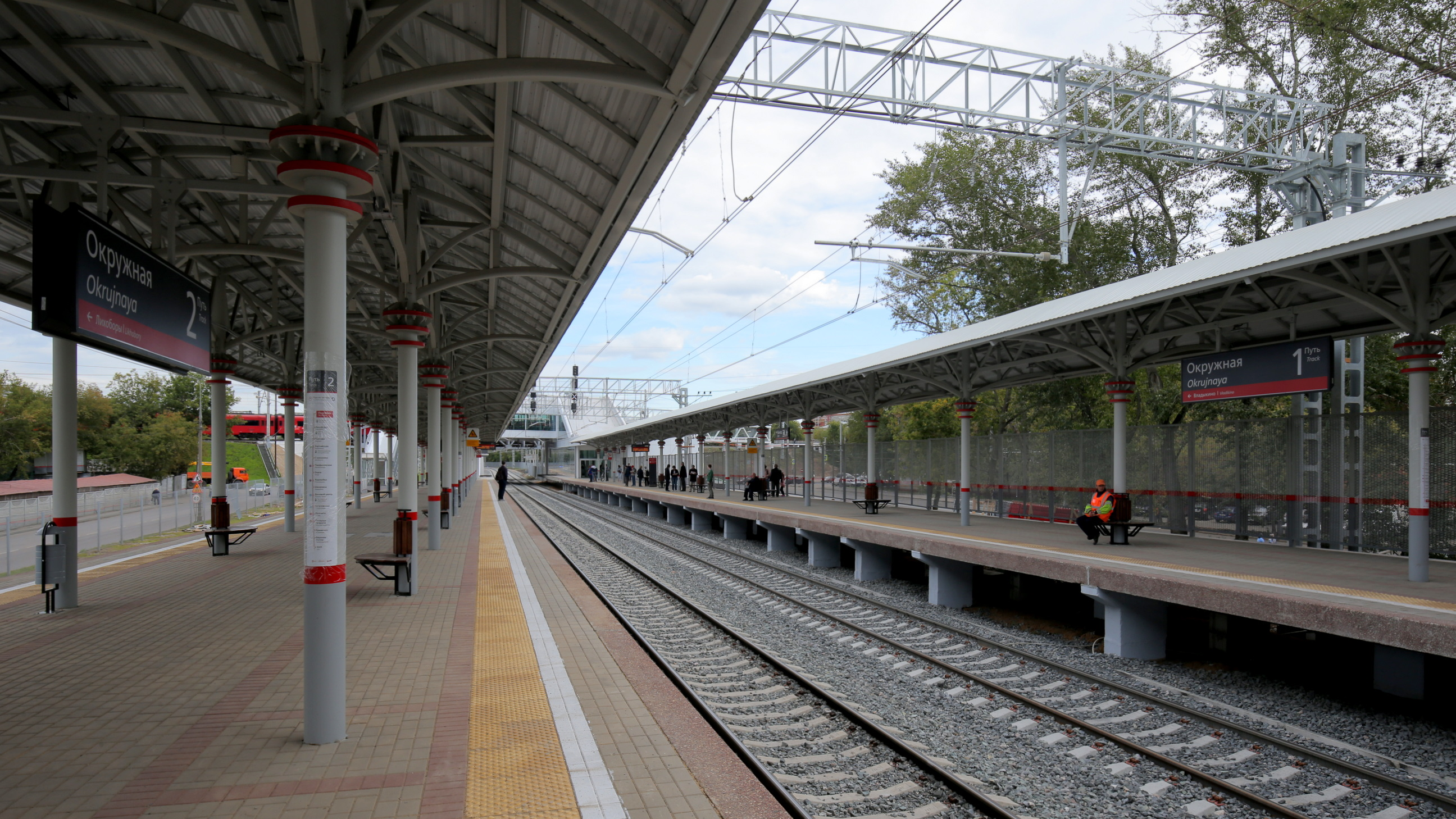
Станция МЦК Окружная

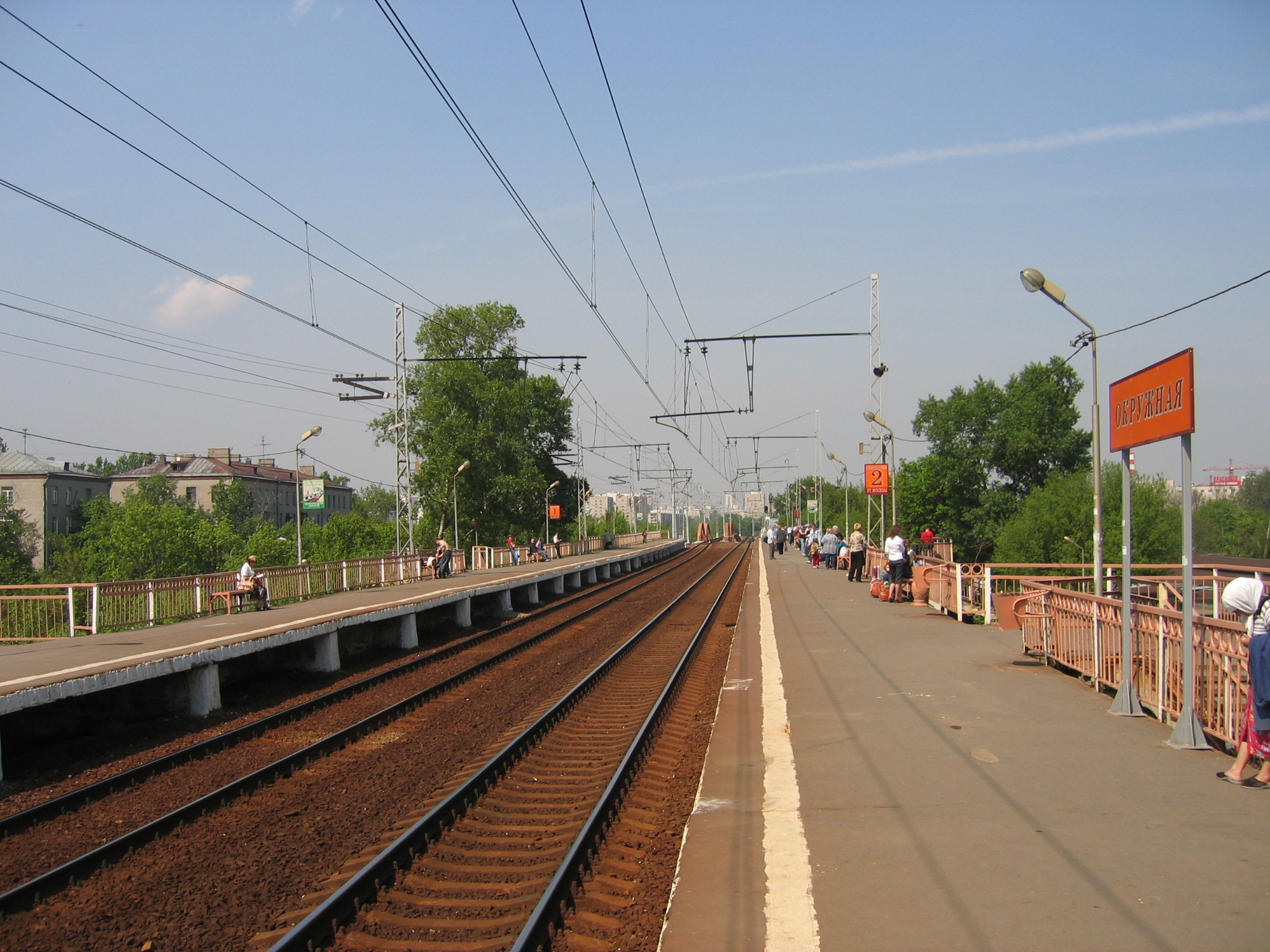
Платформа Савёловского направления Окружная (старые платформы и старое расположение главных путей Савёловского направления)

«Окружна́я» — транспортно-пересадочный узел (ТПУ), расположенный на границе двух административных округов (САО и СВАО) и пересечении границ четырёх районов города Москвы (Тимирязевского, Марфино, Бескудниковского и Отрадного). Территория ТПУ ограничена: с севера — Сигнальным проездом, с востока — Гостиничной улицей и Гостиничным проездом, с юга — 3-м Нижнелихоборским проездом, с запада — Локомотивным проездом и Дмитровским шоссе. Пассажиропоток узла в утренний час пик — 50 000 пассажиров.
Открытие ТПУ планировалось в 2018 году, но сроки неоднократно переносились; открытие состоялось 3 ноября 2022 года.

## Структура
В состав ТПУ входят:
- Станция метро «Окружная» Люблинско-Дмитровской линии (действует)
- Станция МЦК Окружная (действует)
- Платформа Савёловского направления МЖД Окружная (действует)
- Общественно-деловое здание с интегрированной технологией ТПУ, общей площадью 24 300 м² (планируется)[11]
- Многоуровневый перехватывающий паркинг для перехвата автомобилей с Дмитровского шоссе, Северо-Западной и Северо-Восточной хорд, общей площадью 22 770 м² (планируется)[10][11]
- Конечная станция наземного городского пассажирского транспорта с разворотными кругами (частично существует сейчас под названием «Гостиницы ВДНХ», планируется интеграция в ТПУ)

Общая площадь ТПУ составляет 72 300 м². ТПУ выполнен в формате единого капитального здания, благодаря чему можно пересесть, например, с метро на МЦК, не выходя на улицу. Здание организовано в формате так называемого «вертикального города», состоящего из трёх уровней, перемещение между которыми осуществляется при помощи лифтов и эскалаторов:
- Нижний уровень — станция метро.
- Средний уровень — станция МЦК, остановки общественного транспорта, перехватывающая парковка.
- Верхний уровень — платформа Савёловского направления.

В августе 2018 года закончился перенос платформы Савёловского направления в северном направлении, ближе к станции МЦК. Новые платформы располагаются на эстакадах над путями МКМЖД. Расстояние между остановочными пунктами сокращено с 260 до 50 метров.
В непосредственной близости от ТПУ пройдёт общий участок Северо-Западной и Северо-Восточной хорд.
Изначально, наряду с ещё несколькими ТПУ данного периода, не исключалась достройка коммерческих площадей, однако впоследствии от таких планов отказались.

## Хронология
- Летом 2011 года началось строительство станции метро[22].
- Летом 2015 года была произведена реконструкция платформы Савёловского направления[4].
- 8 июля 2016 года мэром Москвы Сергеем Собяниным был утверждён проект ТПУ[23]
- 24 августа 2016 года проект был утверждён Главгосэкспертизой[24].
- 10 сентября 2016 года была открыта станция МЦК, одновременно с запуском самого Московского центрального кольца[25].
- В марте 2018 года открылась станция метро Окружная,
  - однако вестибюль, который интегрирован в ТПУ, ещё находился в стадии строительства.
- 2 августа 2018 года состоялось официальное открытие новой платформы Окружная[26].
- 3 ноября 2022 года открылся северный вестибюль станции метро и платформы пригородных поездов. Строительство ТПУ закончено[7].